# 赤堀龍秀
赤堀 龍秀（あかぼり たつひで、1988年10月2日 - ）は、日本の元ラグビーユニオン選手。

## プロフィール
- 東京都西東京市出身。
- ポジションはフランカー(FL)。
- 身長 187cm、体重 96kg
- ニックネームはぼり、たっち。
- 7人制日本選抜に選ばれたことがある[1]。
- 関東代表に選ばれたことがある[2]。

## 略歴
高校からラグビーを始めた。
2007年、明治学院東村山高校卒業後、明治学院大学に入る。
2011年、明治学院大学卒業後、リコーブラックラムズに加入。
2012年10月13日に行われたジャパンラグビートップリーグ第6節のNECグリーンロケッツ戦に途中出場で公式戦初出場を果たす。 
2020年、現役を引退した。